# Vas d'Entemena

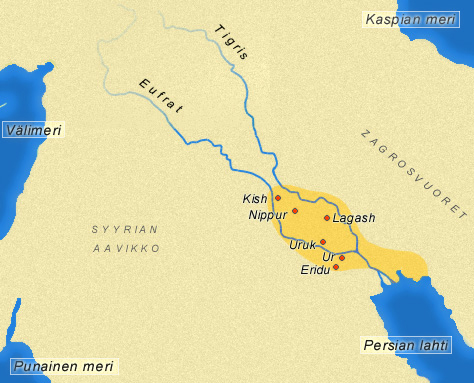
Zona d'influència de la civilització sumèria

El Vas d'Entemena (o vas d'Enmetena) data de l'any 2400 a. C. i va ser elaborat en època de la civilització sumèria, considerada la primera i més antiga civilització de la història, que es va estendre pel sud de Mesopotàmia, a la zona dels rius Tigris i Eufrates, l'actual Iraq.

## Característiques i història
El vas està fet d'argent i té forma ovoidal amb suport de quatre urpes de lleó de coure. Té una alçada de 35 cm i un diàmetre de 18cm. Hi té gravades quatres àguiles amb cap de lleó. Conté una inscripció en escriptura cuneïforme que indica que pertanyia al servei de taula de Ninurta, déu de Lagaix.
El vas d'argent va ser un obsequi del rei de la ciutat de Lagaix, Entemena (2404-2375 a. C.), al déu de la pluja Ninurta i és considerada una obra mestra de l'orfebreria sumèria.
La peça va ser trobada en les excavacions fetes entre 1877 i 1900 a l'antiga ciutat sumèria de Girsu (actualment Tel Telloh) a la província iraquiana de Dhi Qar per M. de Sarzec, que era cònsol de França a Bàssora. Està exposada en el Departament d'Antiguitats orientals del Museu del Louvre de París amb el núm. d'identificació AO 2674.